# Théo Arribagé
Théo Arribagé (* 9. Oktober 2000 in Rennes) ist ein französischer Tennisspieler.

## Karriere
Arribagé spielte wenig auf der ITF Junior Tour. In der Jugend-Rangliste erreichte er Rang 747.
Bei den Profis spielte Arribagé erstmals 2018. 2019 war er das erste Mal in der Weltrangliste des Doppel platziert und 2020 gewann er dort im Doppel den ersten Titel, womit er das Jahr in den Top 1000 beendete. Auch im Folgejahr war er siegreich – drei Titel gewann er und zahlreiche Male stand er zudem im Halbfinale, sodass er sich bis Jahresende um 500 Plätze auf Rang 489 verbesserte. Bis Mitte 2022 kamen vier Future-Titel hinzu, wodurch in den Top 300 stand und für die meisten Challenger-Turniere teilnahmeberechtigt war. In Troyes und Todi erreichte er mit Luca Sanchez die ersten zwei Halbfinals auf diesem Niveau. Bis Jahresende schied er vier weitere Male im Halbfinale aus und stand im Endspiel von Toulouse und Vilnius, gewann aber keinen Titel. Seine Position am Jahresende war mit 151 erneut deutlich verbessert.
Mit seinem Stammpartner Luca Sanchez rückte er als Ersatzspieler für das Turnier der ATP Tour in Montpellier im Februar 2023 ins Doppel-Hauptfeld nach. Durch den kampflosen Rückzug der Gegner erreichten sie das Viertelfinale, wo sie knapp den Niederländern Robin Haase und Matwé Middelkoop unterlagen. Im März erreichte er das erste Challenger-Viertelfinale des Jahres in Zadar.

## Erfolge
| Legende (Anzahl der Siege) |
| Grand Slam                 |
| ATP Finals                 |
| ATP Tour Masters 1000      |
| ATP Tour 500               |
| ATP Tour 250 (1)           |
| ATP Challenger Tour (10)   |

| ATP-Titel nach Belag |
| Hartplatz (0)        |
| Sand (1)             |
| Rasen (0)            |

### Doppel

#### Turniersiege

##### ATP Tour
| Nr. | Datum            | Turnier      | Belag | Partner         | Finalgegner               | Ergebnis         |
| --- | ---------------- | ------------ | ----- | --------------- | ------------------------- | ---------------- |
| 1.  | 16. Februar 2025 | Buenos Aires | Sand  | Guido Andreozzi | Rafael Matos Marcelo Melo | 7:5, 4:6, [10:7] |

##### ATP Challenger Tour
| Nr. | Datum              | Turnier             | Belag     | Partner            | Finalgegner                                     | Ergebnis         |
| --- | ------------------ | ------------------- | --------- | ------------------ | ----------------------------------------------- | ---------------- |
| 1.  | 20. Mai 2023       | Tunis               | Sand      | Luca Sanchez       | James McCabe Aziz Ouakaa                        | 4:6, 6:3, [10:5] |
| 2.  | 30. Juli 2023      | Zug                 | Sand      | Luca Sanchez       | Ergi Kırkın Dalibor Svrčina                     | 6:3, 7:5         |
| 3.  | 19. August 2023    | Grodzisk Mazowiecki | Hartplatz | Luca Sanchez       | Anirudh Chandrasekar N. Vijay Sundar Prashanth  | 6:4, 6:4         |
| 4.  | 23. März 2024      | Murcia              | Sand      | Victor Vlad Cornea | Arjun Kadhe Jeevan Nedunchezhiyan               | 7:5, 6:1         |
| 5.  | 11. Mai 2024       | Francavilla al Mare | Sand      | Victor Vlad Cornea | Sander Arends Matwé Middelkoop                  | 7:61, 7:67       |
| 6.  | 10. August 2024    | Bonn                | Sand      | Orlando Luz        | Jeevan Nedunchezhiyan N. Vijay Sundar Prashanth | 6:2, 6:4         |
| 7.  | 14. September 2024 | Stettin             | Sand      | Guido Andreozzi    | Ryan Seggerman Szymon Walków                    | 6:2, 6:1         |
| 8.  | 29. September 2024 | Lissabon            | Sand      | Romain Arneodo     | George Goldhoff Fernando Romboli                | 6:2, 6:3         |
| 9.  | 5. Oktober 2024    | Braga               | Sand      | Francisco Cabral   | Marco Bortolotti Daniel Cukierman               | 6:3, 6:4         |
| 10. | 30. November 2024  | Maia                | Sand      | Francisco Cabral   | Kimmer Coppejans Sergio Martos Gornés           | 6:1, 3:6, [10:5] |